# Monroe County (Arkansas)
Monroe County is een county in de Amerikaanse staat Arkansas.
De county heeft een landoppervlakte van 1.571 km² en telt 10.254 inwoners (volkstelling 2000). De hoofdplaats is Clarendon.

## Bevolkingsontwikkeling

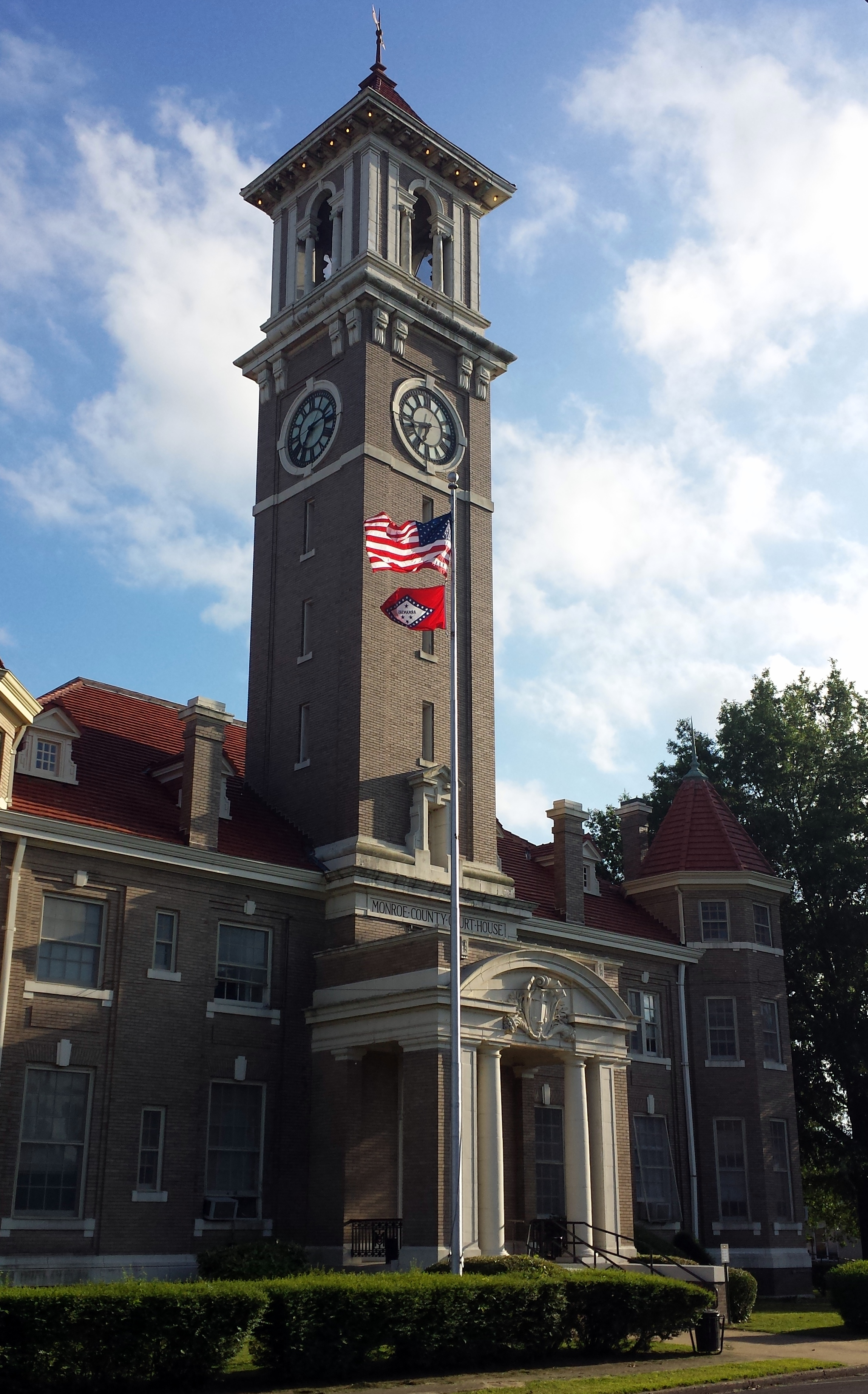
Monroe County Courthouse